# Mănăstirea Rongbuk
Mănăstirea Rongbuk (în tibetană རྫ་རོང་ཕུ་དགོན་; Dza Rongbu Gon; alte forme de ortografiere sunt Rongpu, Rongphu, Rongphuk și Rong sbug (în chineză simplificată: 绒布寺; chineză tradițională: 絨布寺; pinyin: Róngbù Sì)), cunoscută și ca Dzarongpu sau Dzarong, este o mănăstire budistă tibetană a sectei Nyingma din orașul Basum, comitatul Dingri, Prefectura Shigatse, regiunea autonomă Tibet, China.

## Localizare
Mănăstirea Rongbuk se află în apropierea bazei laturii de nord a Muntelui Everest la o altitudine de 4.980 metri (16.340 ft) deasupra nivelului mării, la capătul văii Dzakar Chu. Călătorii pretind că Rongbuk este mănăstirea aflată la cea mai mare altitudine din lume. Pentru șerpașii care trăiesc pe pantele sudice ale Everestului, în regiunea Khumbu din Nepal, Mănăstirea Rongbuk a fost un important loc de pelerinaj, vizitat după o călătorie de câteva zile prin trecătoarea Nangpa La (5.806 m) a Munților Himalaya. Mănăstirea a fost vizitată în mod regulat de primele expediții pe Muntele Everest în anii 1920 și 1930, după o călătorie de cinci săptămâni din orașul Darjeeling de la poalele indiene ale Munților Himalaya. Majoritatea expedițiilor din trecut și din prezent, care au încercat să escaladeze vârful Muntelui Everest dinspre partea tibetană aflată la nord, și-au stabilit tabăra de bază în apropierea ghețarului Rongbuk, la aproximativ 8 kilometri (5 mi) sud de mănăstire.
Astăzi, mănăstirea este accesibilă după un drum de 2-3 ore cu mașina pe Autostrada Prieteniei (Tibet-Nepal), fie din Shelkar (Tingriul Nou), fie din Tingriul Vechi. De la Mănăstirea Rongbuk există perspective spectaculoase ale feței nordice a Muntelui Everest, iar unul dintre primii exploratori britanici care au văzut-o, John Noel, a descris-o astfel: „Un oarecare arhitect colosal, care a construit cu piscuri și cu văi, părea să fi făcut o minune spectaculoasă - o sală grandioasă care ducea către munte”.

## Arhitectură
În fața mănăstirii se află o stupă mare, rotundă și terasată, care conține un relicvariu.

## Istorie, semnificație religioasă și culturală

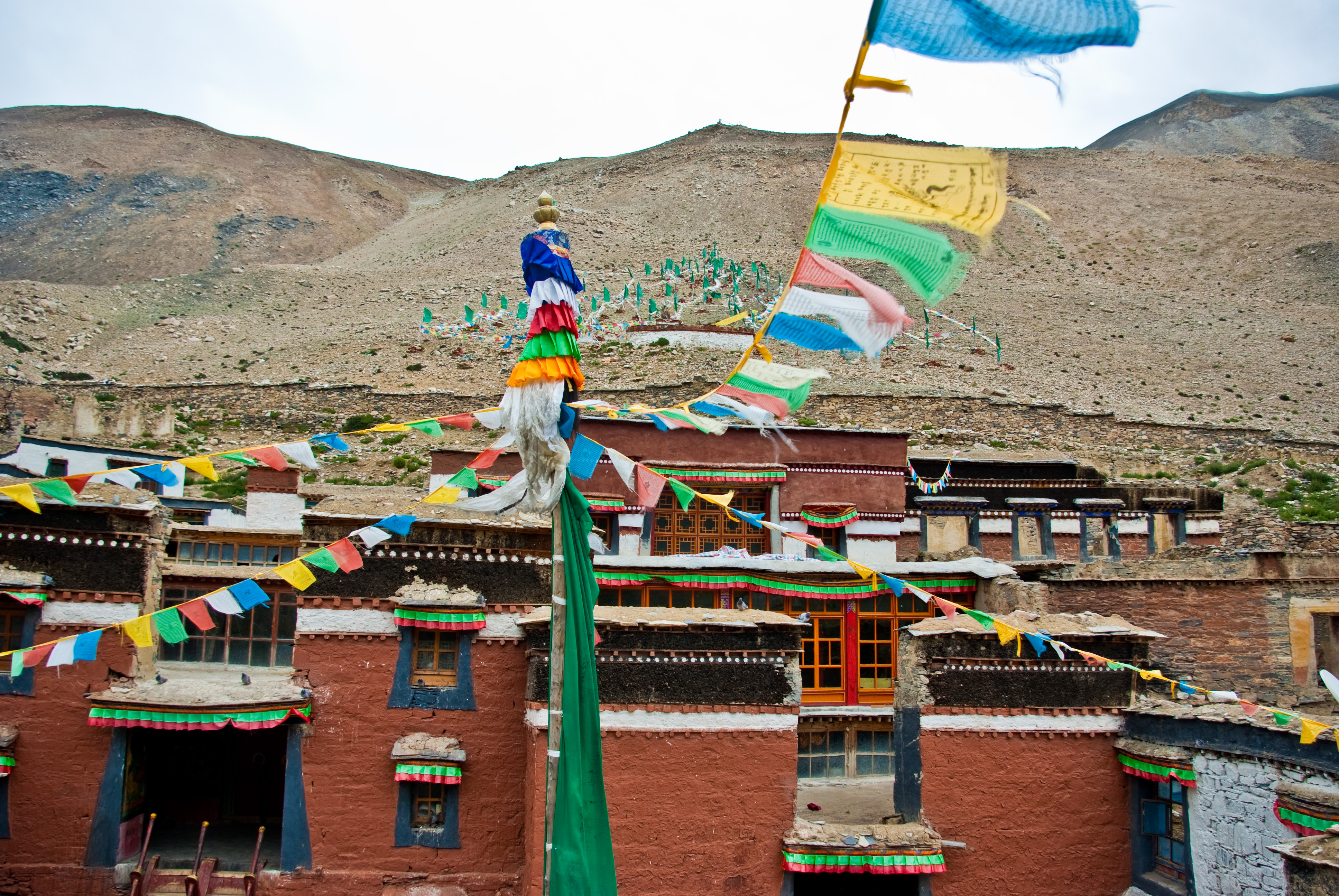
Mănăstirea Rongbuk

Mănăstirea Rongbuk a fost fondată în 1902 de către lama sectei Nyingmapa Ngawang Tenzin Norbu într-o zonă în care se aflau peșteri și chilii folosite de comunitățile de călugărițe budiste încă din secolul al XVIII-lea. Peșterile de meditație ale pustnicilor îngrădesc cu ziduri de stâncă clădirile mănăstirii și întreaga vale. Zidurile din piatră mani, sculptate cu rugăciuni și cuvinte sacre, străjuiesc aleile interioare.
Lama fondator al mănăstirii Rongbuk, cunoscut, de asemenea, ca Zatul Rinpoche, a fost foarte respectat de tibetani. Chiar dacă lama Rongbuk i-a considerat pe primii alpiniști ca fiind „eretici”, el le-a oferit protecție și i-a aprovizionat cu carne și ceai, rugându-se în același timp pentru convertirea lor. Lama Rongbuk a fost cel care i-a dat lui Namgyal Wangdi numele Ngawang Tenzin Norbu sau Tenzing Norgay, când acesta din urmă era copil.
În perioada anterioară, mănăstirea a avut un rol activ în răspândirea învățăturilor budiste în anumite perioade ale anului. Ea a fost, și încă mai este, destinația unor pelerinaje budiste speciale, fiind organizate ceremonii anuale pentru pelerinii veniți din zone îndepărtate precum Nepal și Mongolia. Aceste ceremonii au fost celebrate și în mănăstirile aparținătoare aflate de-a lungul Munților Himalaya și fondate, de asemenea, de Lama Rongbuk. Ele continuă să fie oficiate și în prezent, în special la Mănăstirea Sherpa din Tengboche.
Mănăstirea Rongbuk a fost complet distrusă prin 1974 în urma exceselor Revoluției Culturale din China (1966-1976) și a fost lăsată în ruine timp de mai mulți ani, așa cum dovedesc imaginile surprinse de fotojurnalistul Galen Rowell în 1981.
Vastul tezaur de cărți și costume al mănăstirii, care a fost dus pentru păstrarea în siguranță la Tengboche, s-a pierdut într-un incendiu din 1989.
Începând din anul 1983 s-au efectuat lucrări de renovare și s-a raportat că unele dintre noile picturi murale ar fi excelent realizate. Alături de mănăstire există o pensiune care oferă servicii de bază și un restaurant mic, dar confortabil.
La începutul secolului al XXI-lea mănăstirea adăpostea, potrivit lui Michael Palin, treizeci de călugări budiști și treizeci de călugărițe, dar o altă sursă informează că localnicii spun că există doar aproximativ 20 de maici și 10 călugări, deși anterior au trăit aici aproximativ 500 de călugări și călugărițe.
În 2011 Mănăstirea Rongbuk a fost clasată în partea de sus a listei „Marile locuri care pot fi un refugiu”, alcătuite de CNN.

## Informații turistice
- Mănăstirea Rongbuk este o mănăstire rară în regiunea autonomă Tibet, pentru că adăpostește la un loc atât călugări, cât și călugărițe.
- Locul unde se află Mănăstirea Rongbuk este cel mai bun loc din Tibet de unde poate fi văzut Muntele Everest. Noua tabără de bază pentru ascensiunea pe Everest va fi construită lângă Mănăstirea Rongbuk.
- Festivalul Saga Dawa: În a cincisprezece zi a celei de-a patra luni a calendarului tibetan are loc o mare sărbătoare la Mănăstirea Rongbuk, care atrage localnici și turiști aflați în vizită.

## Galerie de imagini

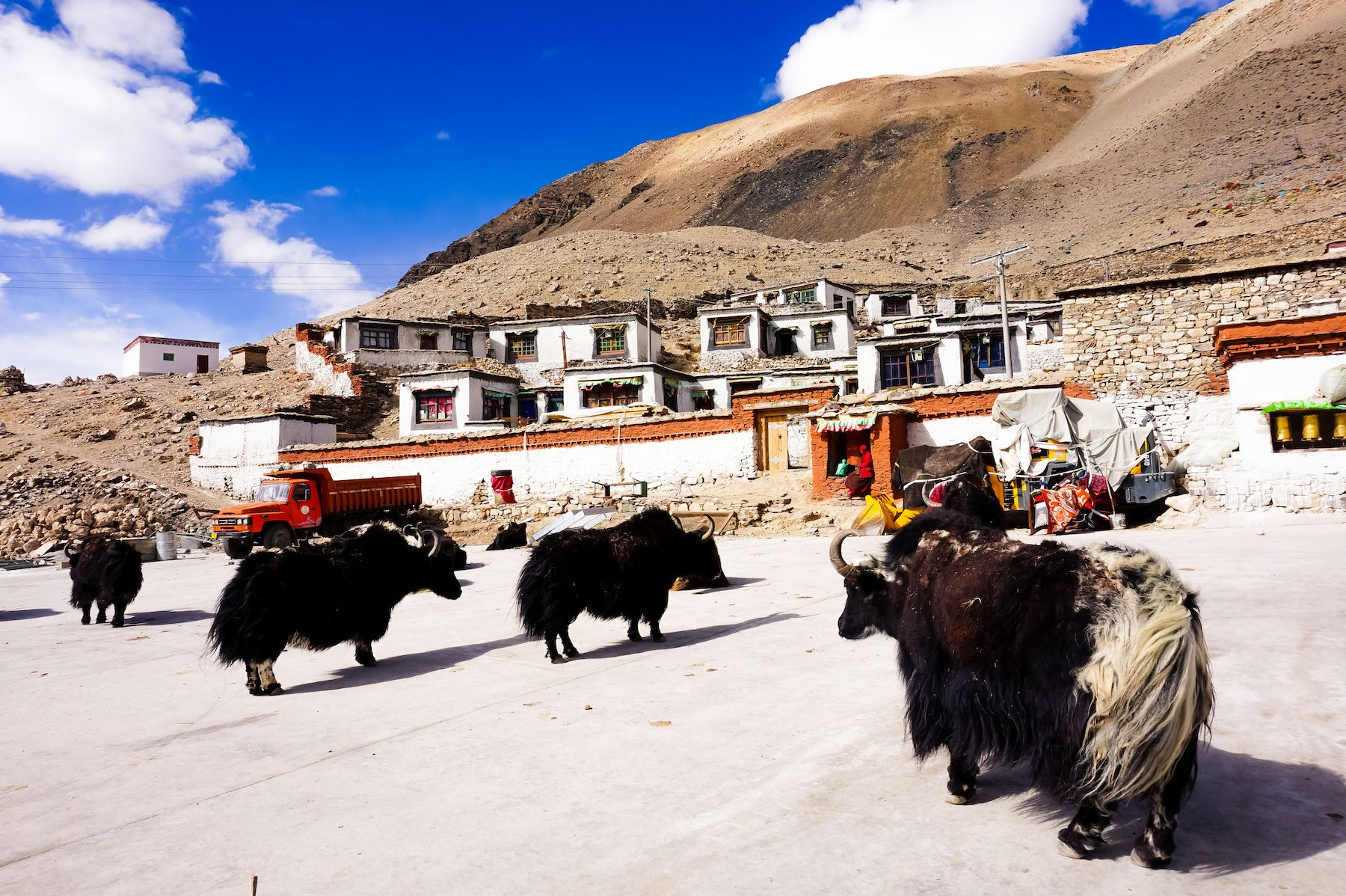
O vedere a modernei mănăstiri Rongbuk cu iaci în prim-plan

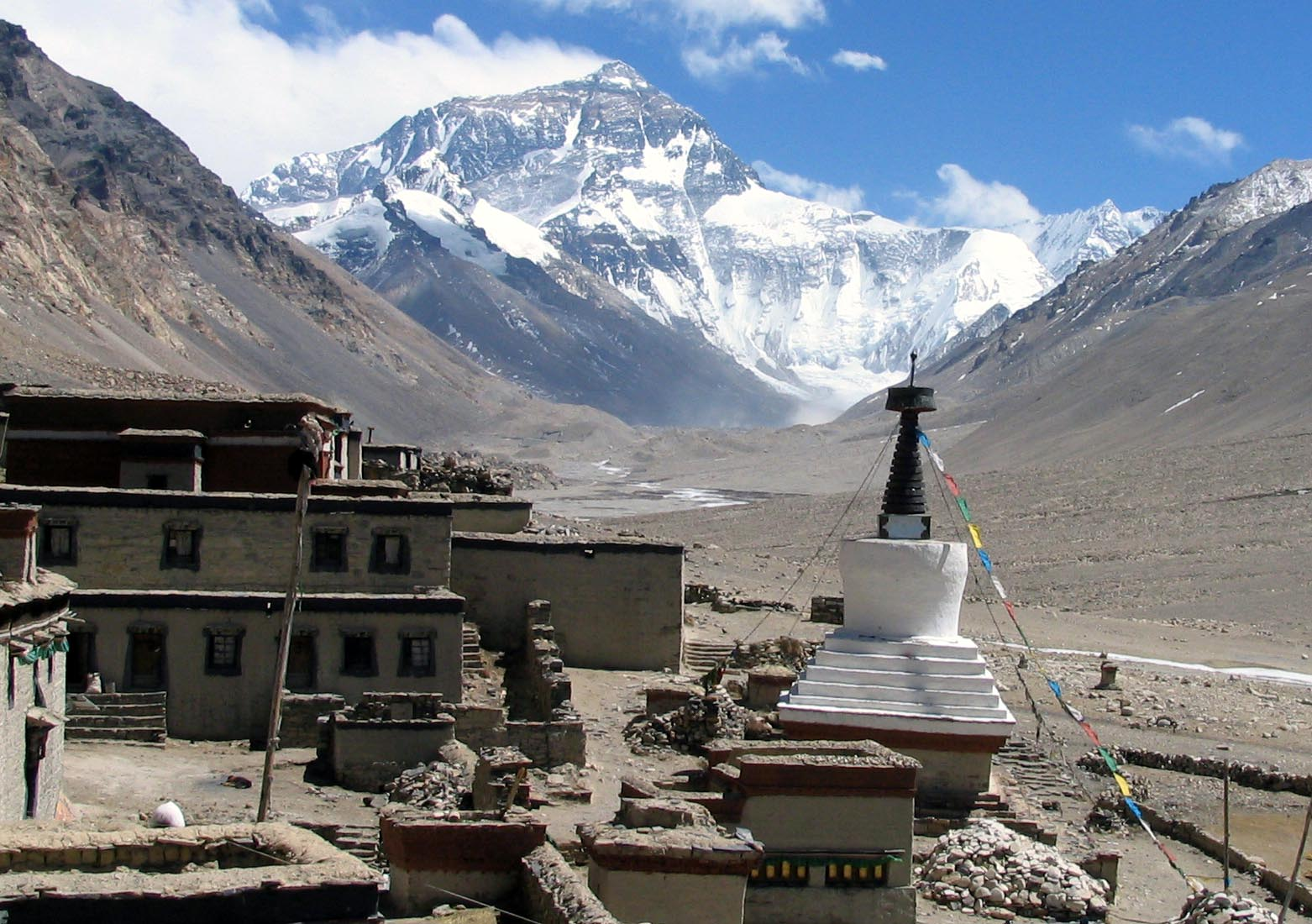
Mănăstirea Rongbuk, valea Rongbuk și Muntele Everest
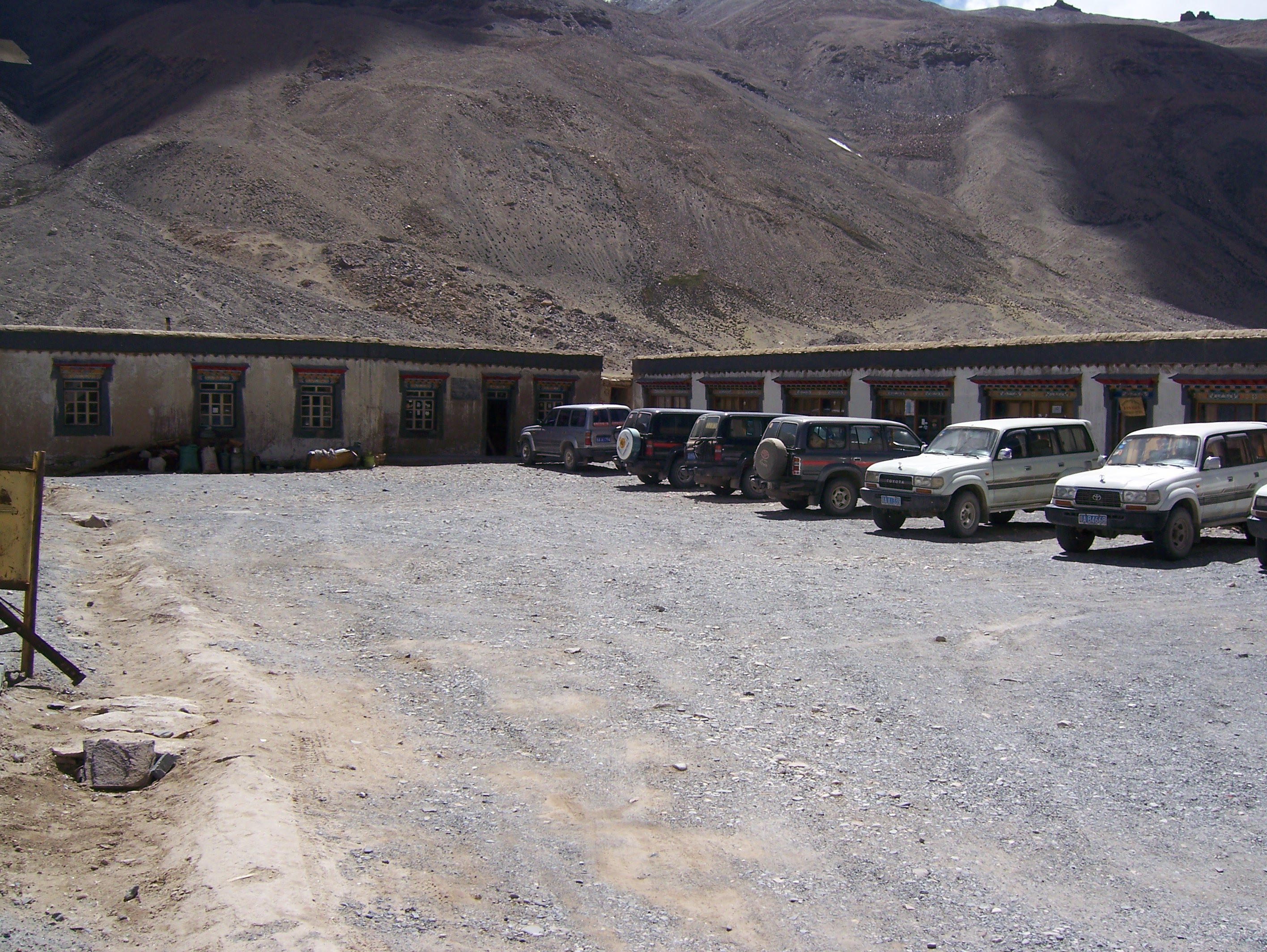
Casa de oaspeți a mănăstirii Rongbuk
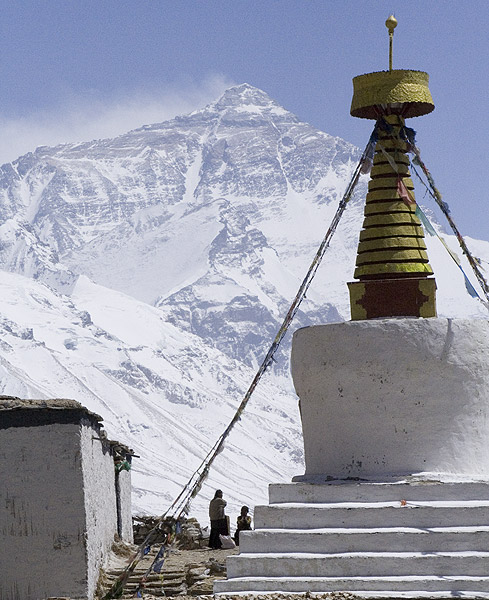
Fotografie făcută în timpul Everest Peace Project
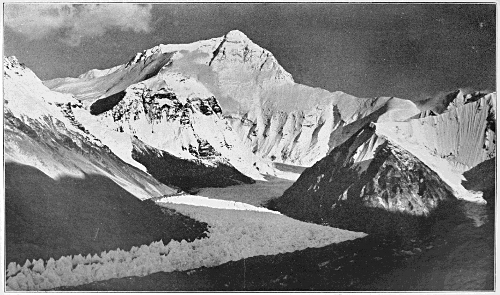
Everestul văzut din valea Rongbuk, 1921

## Legături externe
- Rongbuk Monastery, NOVA.